# Campionato della zona del Canale
Il campionato della zona del Canale (in arabo دوري منطقة القناة‎?), noto anche come campionato del Canale, è stata una competizione calcistica egiziana disputata dal 1927 al 1948, prima della nascita del campionato egiziano di calcio.
Insieme ai campionati regionali del Cairo e di Alessandria d'Egitto, il campionato della zona del Canale (Bahary e Canale) costituiva uno dei tornei calcistici regionali egiziani. Comprendeva squadre delle tre città del Canale di Suez (Porto Said, Ismailia, Suez), le più popolari delle quali erano l'Al-Masry e l'Ismaily, oltre ad altre compagini con sede nella zona e compagini straniere costituite da cittadini stranieri residenti nella regione. Il torneo fu soppresso dopo la nascita del campionato egiziano di calcio.
L'Al-Masry è la squadra più titolata della manifestazione con 17 vittorie, mentre l'Ismaily giunse al successo in una circostanza. 